# Ronaldo Ciambroni
Ronaldo Ciambroni (São Paulo, 16 de setembro de 1948) é um autor, diretor e ator brasileiro. Foi o dramaturgo brasileiro que mais prêmios recebeu no cenário artístico, além de o autor teatral brasileiro que mais fez peças sobre a temática transgênera. Foi considerado pela crítica, em 1999, o melhor adaptador das histórias de Monteiro Lobato, com a peça O Terror dos Mares.
Começou sua carreira em 1969 fazendo peças infantis. Para teatro foram mais de cinquenta textos, entre os quais mais de quinze ganharam prêmios nacionais e internacionais, tanto no infantil como no adulto. Não escreveu apenas comédias, mas também textos comoventes como Donana, que comemorou trinta anos em cartaz e foi o espetáculo brasileiro mais premiado dentro e fora do pais. Trabalhou com Thelma Lipp nas peças Mil e Uma Noites, As Filhas da Mãe e Teresinha de Jesus. Auxiliou no processo de transição das grandes musas do cinema nacional (musas da pornochanchada) para o teatro: Aldine Müller, Zaira Bueno, Helena Ramos, Patrícia Scalvi e Zilda Mayo.
Em televisão escreveu programas para a Rede Globo, Rede Manchete, Rede Record e SBT. E mais de dez telenovelas  e minisséries, como Canoa do Bagre, Olho da Terra, Direito de Vencer, Antônio Alves, Taxista, entre outras. No ano de 1978 escreveu ao lado de Gibson Ferreira a novela 'Zulmira' para a TV Gazeta. Porém por determinação da Censura Federal a novela foi impedida de ir ao ar por mostrar um vaso sanitário em uma de suas cenas.
| “ | Eu sou um ator. Faço papéis de homem e de mulher. Sou um cabide para qualquer personagem. | ” |

## Carreira

### Televisão
- Vila Sésamo - TV Cultura / TV Globo
- A Praça é Nossa - SBT
- Chão de Estrelas - especial sobre a vida de Sílvio Caldas
- Clube da Criança - Rede Manchete
- A Justiça dos Homens - série - SBT
- Ô Coitado – SBT (1999/2000)
- SPA TV Fantasia – TV Gazeta (2002)
- Meu Cunhado – SBT (2002/2004)

Novelas:
- Antônio Alves, Taxista - SBT (1996)
- Irmã Catarina - Associação do Senhor Jesus / Rede CNT (1996)
- Canoa do Bagre - Rede Record (1997/98)

Minisséries:
- Recomeçar
- A Filha do Demônio - Rede Record (1997)
- Direito de Vencer - Rede Record (1997)
- Olho da Terra - Rede Record (1997)

### Peças teatrais
- A Dona da Bola,
- "A Vaca Lelé" (infantil)
- Acredite, um Espírito Baixou em Mim"
- Adeus Fadas e Bruxas (infantil)
- As Filhas da Mãe
- As Moças do Segundo Andar
- Como o Vento
- Contos de Bruxas (infantil)
- De Artista e Louco Todo Mundo Tem um Pouco
- Donana
- Geração Coca-Cola
- Golpe Certo
- Menino Não Entra, Menina Não Entra (infantil)
- Miss Brasil Sou Eu,
- " O Palhaço era Meu Tio" (infantil)
- O Palhaço Imaginador (infantil)
- O Terror dos Mares
- Pop, a Garota Legal (infantil)
- Pop, Boi da Cara Preta (infantil)
- Romeu e Romeu (1984)
- Se Essa Rua Fosse Minha
- Terezinha de Jesus (1977)
- Tucunaré, a Filha da Lua (infantil)
- Um Louco em Minha Cama
- Uma Certa Carmem
- Uma Empregada Quase Perfeita
- O Fantasma da Minha Sogra
- " Rapunzel, A Menina dos Cabelos Dourados" (2012) (INFANTIL)
- " Branca de Neve, O Conto"
- " O Gato de Botas"

## Premiações
- Molière em 1974 e 1978
- Prêmio Mambembe em 1988 e 1992
- APCA (Associação dos Críticos de Artes) em 1988
- APETESP (Associação dos Produtores de Teatro de SP) em 1988,1989 e 1990
- SNT (Serviço Nacional de Teatro) em 1971 e 1977
- Prêmio Grande Othelo em 1983
- Bandeirantes em 1995
- Melhor espetáculo estrangeiro Festival de Havana, 1995 (com a peça Donana)
- Ary Barroso em 1996
- Prêmio Coca-Cola em 2000

## Menções honrosas
- Em 1998, a prefeitura de Mongaguá deu o nome a seu teatro de Teatro Municipal Ronaldo Ciambroni.
- Em 1997, o espetáculo Donana, escrito, dirigido e interpretado por Ronaldo, foi escolhido na Europa como um dos dez espetáculos mais importantes do século passado, sendo o único a representar o Brasil.
- Em 1998, a personagem “Donana” foi escolhida para representar a mulher brasileira no Congresso de Geriatria no Senado Brasileiro.